# San Juan Copala
San Juan Copala is een kleine gemeenschap in Santiago Juxtlahuaca in de Mexicaanse staat Oaxaca. De gemeenschap wordt bewoond door Triqui, een indiaans volk. In 2006 riepen de Triqui in San Juan Copala tijdens de protesten tegen gouverneur Ulises Ruiz de autonome gemeente San Juan Copala uit. Ruiz wordt wel beschuldigd van het organiseren van doodseskaders in de Triqui-regio. In 2008 werden twee journalistes van een Triqui-radiostation gedood door de Ubisort-militie, die ook bestaat uit Tirqui-indianen. In 2010 werden de mensenrechtenactivisten Jyri Jaakkola en Bety Cariño door deze militie gedood.